# Stade Urartu
Le Stade Urartu, en arménien : Ուրարտու Մարզադաշտ est un stade de football situé dans le district de Malatia-Sebastia à Erevan en Arménie.
Son club résident est l'Urartu Erevan. La capacité du stade est de 4 860 places.

## Description
La construction du stade débute en 2006 avec l'aide du programme Goal de la FIFA. Le stade officiellement ouvert en 2008 avec une capacité initiale de 3 600 sièges.
En 2011, la rénovation porte le nombre de sièges à 4 860.
Quelques matches qualificatifs pour le championnat d'Europe de football des moins de 19 ans 2017 se sont déroulés dans le stade Banants.
Le stade Banants devient officiellement le stade Urartu le 1er août 2019.